# Лагерь для военнопленных № 17
«Лагерь для военнопленных № 17» (англ. Stalag 17) — военный фильм режиссёра Билли Уайлдера, вышедший на экраны в 1953 году.
Лента рассказывает о группе американских военных лётчиков, содержащихся во время Второй мировой войны в немецком концентрационном лагере для военнопленных и подозревающих о наличии предателя в своей среде. Фильм был создан на основе бродвейской пьесы. В главных ролях — Уильям Холден, Дон Тейлор, Роберт Штраусс, Невилл Бранд, Харви Лембек и Питер Грейвс, а также Отто Премингер в роли коменданта концлагеря.

## Первоисточник
Сценарий фильма был написан Билли Уайлдером и Эдвином Блюмом на основе пьесы Дональда Бевана (Donald Bevan) и Эдмунда Тшчинского (Edmund Trzcinski), которые были реальными узниками концлагеря № 17Б (Stalag 17B) в Австрии. Таким образом, сюжет основан на реальном опыте самих авторов; Тшчинский появляется в фильме в роли узника. Пьеса была поставлена Хосе Феррером, в ней дебютировал Джон Эриксон в роли Сефтона. Роберт Штраусс и Харви Лембек также играли в оригинальном бродвейском спектакле. Премьера состоялась в мае 1953 года и выдержала 472 постановки. Прототипом Сефтона в некоторой степени был Джо Палаццо, пилот из лагерного барака, где жил Эдмунд Тшчинский.

## Сюжет
Действие «Лагеря № 17» начинается в «самую длинную ночь в году» в 1944 в шталаге Люфтваффе, находящемся где-то у Дуная. История о нацистском шпионе в бараке № 4 рассказывается от имени Кларенса Харви Кука по прозвищу «Куки» (Clarence Harvey «Cookie» Cook) (Джил Страттон, Gil Stratton). В лагере содержатся польские, чешские и русские женщины, а в американском секторе — 630 сержантов, добровольцев из команд бомбардировщиков — стрелков, радистов и авиаинженеров.
Военнопленные Манфреди и Джонсон пытаются убежать через подземный ход, который обитатели барака прокопали под колючей проволокой. Как только они преодолевают заграждение, их тут же расстреливает из засады охрана лагеря. Другие заключённые приходят к выводу, что один из них проинформировал немцев о попытке побега. Подозрение падает на Сефтона (Уильям Холден) — циничного и в некоторой степени асоциального узника, который в открытую занимается обменом с немецкой охраной яйцами, шёлковыми чулками, шерстяными одеялами и другими «предметами роскоши». Его подозревают несмотря на то, что его обогащение вполне объяснимо деловыми способностями и удачей. Например, он выигрывает большое количество сигарет у других заключённых, заключая пари против успеха побега Манфреди и Джонсона, и выигранные сигареты меняет у немцев на яйцо, которое на следующее утро готовит себе на завтрак.
В фильме показана картина жизни заключённых: они получают почту, едят ужасную пищу, моются в туалетах. Они стараются устраивать как можно больше коллективных протестных акций, чтобы сохранить рассудок и оказать сопротивление безжалостному и жестокому коменданту оберсту фон Шербаху (Отто Премингер). В частности, они нелегально используют радио, которое последовательно передаётся через весь лагерь, из барака в барак, чтобы послушать BBC и военные новости (антенной при этом служит волейбольная сетка). Немецкий охранник, фельдфебель Шульц (Зиг Руман), вскоре конфискует радио — ещё один аргумент в пользу наличия «стукача» в бараке.
С юмором изображается безрассудная любовь «Зверюги» Казавы к известной актрисе кино Бетти Грейбл. Он впадает в депрессию, узнав, что Бетти вышла замуж за дирижёра джаз-бенда Харри Джеймса. Гарри Шапиро получает по почте сразу 6 писем, представляя их Зверюге как письма от женщин. Когда Казава видит, что письма написаны на фирменном бланке финансовой компании, Гарри вынужден ему признаться, что это — требования об очередных выплатах долга за Plymouth.
Однажды Сефтон подкупает охрану, после чего проводит целый день в женском бараке русского сектора лагеря. Другие узники видят это через телескоп, который тот ранее установил для того, чтобы зарабатывать на других заключённых, беря с них сигареты за несколько секунд взгляда на моющихся в бараке санобработки женщин. Сокамерники делают вывод, что он это получил в награду за информирование немцев о радио. Когда Сефтон возвращается, они его обвиняют в доносительстве. В этот момент в барак приходит фон Шербах, чтобы задержать недавно прибывшего заключённого, лейтенанта Джеймса Скайлера Данбара (Дон Тейлор), который ранее рассказал другим узникам о том, что он во время своей транспортировки в лагерь взорвал немецкий поезд с боеприпасами. Сефтон знает, что Данбар происходит из одной влиятельной бостонской семьи. Когда-то они учились в одном классе школы пилотов, причём Сефтона признали непригодным, а Данбар её успешно закончил. Сефтон считает, что Данбар получил офицерское звание только из-за денег своей семьи. Товарищи по бараку убеждены, что именно Сефтон раскрыл тайну об акте саботажа Данбара, и сильно его избивают, и Сефтон становится изгоем. Его имущество они распределяют между собой. После этого Сефтон решает самостоятельно выявить и раскрыть предателя, чтобы спасти своё имя. Во время очередной ложной воздушной тревоги ему удается остаться в бараке, и он узнаёт, что шпионом является ответственный за безопасность барака Прайс (Питер Грейвс). Сефтон видит, как тот разговаривает с Шульцем на немецком, выдавая при этом способ, которым Данбар смог поджечь поезд.
Сефтон делится своими наблюдениями со своим единственным другом в лагере, Куки. При этом он обращает внимание, что стукачом может быть не только американский предатель, но и притворяющийся американцем немецкий шпион, «подсаженный» в барак с целью выведывания информации. Если он разоблачит Прайса перед всеми, то немцы наверняка его просто переведут в другой лагерь.
В разгар празднования рождества военнопленные узнают, что прибыли эсэсовцы, чтобы увезти Данбара в Берлин на допрос. Весь лагерь отвлекает внимание охраны, и Данбара удаётся вырвать из рук охраны и спрятать. Никто, кроме старосты лагеря Хоффи (Ричард Эрман) не знает, где спрятан Данбар, и не собирается эту тайну никому выдавать, даже пользующемуся всеобщим доверием Прайсу. Таким образом, никакие усилия немцев не приводят к поимке Данбара, из-за чего фон Шербах грозит снести все бараки и выселить узников под открытое небо, если они не выдадут лейтенанта. Военнопленные барака № 4 решают, что один из них должен бежать с Данбаром и начинают тянуть жребий. Тут Прайс вызывается идти добровольно, и Сефтон, видя, что все остальные уже согласны на это, решается его разоблачить. После обвинения Прайса в доносительстве Сефтон его спрашивает: «Когда был Пёрл-Харбор». Прайс знает дату, но Сефтон его ловит, спрашивая о времени, когда тот услышал новость. Не раздумывая, Прайс выдаёт себя, отвечая «6 часов вечера» — в это время новость сообщили в Берлине, но никак не в Кливленде, где в это время он должен был быть. После этого Сефтон протягивает руку к карману пиджака Прайса и достаёт «почтовый ящик», используемый для обмена сообщениями с немцами — полую чёрную шахматную королеву с запиской внутри.
Убедив остальных в виновности Прайса, Сефтон (который раньше заявлял, что вместо побега предпочитает получше устроиться в лагере) решает сам вывести Данбара из лагеря — во-первых, потому что высоко оценивает шансы на побег, во вторых — рассчитывая получить вознаграждение от богатой семьи лейтенанта. Товарищи дают Сефтону достаточно времени, чтобы вытащить Данбара из укрытия (тот сидит в ёмкости с водой над туалетом), после чего выталкивают из барака Прайса с привязанными к ногам пустыми консервными банками. Уловка срабатывает: охрана, будучи уверенной, что это Данбар или ещё кто-нибудь из узников, осыпает Прайса градом пуль (к последующему ужасу Шульца и фон Шербаха), и в создавшейся суматохе Сефтон и Данбар благополучно перерезают колючую проволоку и совершают свой побег. Все начинают верить, что беглецы удачно покинут Германию. Зверюга же говорит: «Может быть, он просто хотел стащить наши кусачки? Что вы думаете об этом?» Фильм заканчивается тем, что Куки насвистывает известный марш времен Гражданской войны в США «Когда Джонни, маршируя, снова вернётся домой» (When Johnny Comes Marching Home Again).

## В ролях
| Актёр          | Роль                                       |
| -------------- | ------------------------------------------ |
| Уильям Холден  | Дж.Дж.Сефтон                               |
| Дон Тейлор     | лейтенант Джеймс Данбар                    |
| Отто Премингер | фон Шербах                                 |
| Роберт Штраусс | Станислав «Зверюга» Казава                 |
| Харви Лембек   | Гарри Шапиро                               |
| Питер Грейвс   | Прайс                                      |
| Зиг Руман      | фельдфебель Шульц                          |
| Нэвилл Брэнд   | Дюк                                        |
| Ричард Эрман   | Хоффи                                      |
| Майкл Мур      | Манфреди                                   |
| Питер Болдуин  | Джонсон                                    |
| Робинсон Стоун | Джои                                       |
| Роберт Шоли    | Блонди Питерсон                            |
| Уильям Пирсон  | Марко                                      |
| Джил Страттон  | Кларенс Харви «Куки» Кук (голос за кадром) |
| Джей Лоуренс   | Баградиан                                  |
| Эрвин Кальсер  | Инспектор из Женевы                        |
| Пол Салата     | Охранник с бородой                         |

## Съёмки
Лагерь для военнопленных был устроен на ранчо Джона Шоу на Вудленд-Хиллз (не в Калабасас, как это традиционно заявлялось), в юго-западном углу долины Сан-Фернандо. Начало съёмки прошло в феврале, дождливом сезоне в Калифорнии, что дало много грязи для съёмок. Сейчас на этом месте находится молитвенный дом Церкви Иисуса Христа Святых последних дней на Вудленд-Хиллз.
На роль Сефтона проходили пробы также Чарлтон Хестон и Кирк Дуглас. Холден играл Сефтона с большой неохотой, так как считал характер этого персонажа слишком циничным и эгоистичным. Уайлдер не позволил эту роль сделать более привлекательной, и Холден было отказался от неё, но был принужден к съёмкам администрацией Paramount Pictures.

## Реакция на фильм
Кинофильм был хорошо принят; наряду с фильмами «Большой побег» и «Мост через реку Квай» (там также сыграл Холден) вошёл в число величайших фильмов о военнопленных Второй мировой войны. Босли Краузер похвалил его, назвав «кинозрелищем, созданным мастерами своего дела» (cracker jack movie entertainment). Более поздний кинокритик, Джеймс Берардинелли, заявил, что «среди режиссёров XX века мало можно найти более разносторонних, чем Билли Уайлдер». В настоящее время фильм имеет 97%-ный рейтинг Rotten Tomatoes, базирующийся на оценках 30 обзоров.

## Награды и номинации
Холден получил премию «Оскар» за лучшую мужскую роль. Его речь при награждении была рекордно короткой в телезаписи («thank you»); остальное было вырезано втиснутыми в жесткие временные рамки телевизионщиками. Расстроенный Холден лично заплатил за рекламу в отраслевых изданиях Голливуда, поблагодарив всех, кого он не смог в оскаровскую ночь.
Помимо этого, Уайлдер был номинирован на «Оскар» за лучшую режиссуру, Штраусс — за лучшую роль второго плана. Кроме того, лента получила номинации на премию Гильдии режиссёров США за лучшую режиссуру художественного фильма и на премию Гильдии сценаристов США за лучшую американскую комедию.